# Corte d'appello (Inghilterra e Galles)
La Corte d'appello d'Inghilterra e Galles o Corte d'appello di Sua Maestà in Inghilterra (in inglese: Court of Appeal of England and Wales, Her Majesty's Court of Appeal in England o semplicemente Court of Appeal) è una corte d'appello con sede a Londra che è una delle corti superiori d'Inghilterra e Galles per l'Inghilterra e Galles, insieme all'Alta corte di giustizia (Corte civile suprema) e alla Corte della corona (Corte penale). A partire dal Constitutional Reform Act 2005, solo la Corte suprema è al di sopra di essa; in precedenza questo compito era condiviso con la Camera dei lord.

## Struttura
La Corte d'appello è divisa in due Divisioni, la Civil e la Criminal Division. La Civil Division è guidata dal Master of the Rolls, la Criminal Division dal Lord Chief Justice. La corte ha anche 28 giudici che decidono in sezioni di tre giudici ciascuna.

## Compiti
La Corte d'appello rivede le sentenze dei tribunali inferiori per errori legali; è vincolata dalle constatazioni di fatto del tribunale inferiore.